# Cyclologie boursière
Pour les articles homonymes, voir Cyclologie.
Cyclologie boursière est un néologisme désignant la discipline qui étudie les événements répétitifs et les cycles prévisibles. Cette étude se porte sur les mouvements des cours des actions en lien avec la conjoncture économique. L’objectif est de déterminer les tendances baissières, haussières et latérales. Elle s’appuie sur des analyses diverses, incluant les Suite de Fibonacci, les vagues d’Elliott, les angles de Gamm, les constats de Kichin, le cycle de Juglar, le cycle de Kuznets (la panique financière qui survient tous les 18 ans), le cycle Kondratieff. De ces observations, la cyclologie boursière extrait un « cycle composé prévisionnel ».

## Source
Dictionnaire des marchés financiers, Joseph Antoine, Marie-Claire Capiau-Huart